# Copa Franz Beckenbauer
A Copa Franz Beckenbauer é um jogo amistoso de futebol disputado anualmente nomeado em homenagem a Franz Beckenbauer, ex-futebolista e treinador alemão e presidente honorário do Bayern de Munique desde 2009. A competição é organizada pelo Bayern de Munique antes do início da temporada, e jogado entre os anfitriões e um time convidado, no Allianz Arena, em Munique.
A inspiração para a criação da taça, veio após a participação do Bayern no Troféu Joan Gamper em 2006. Apesar de ser o organizador da competição, o Bayern nunca se tornou o campeão.

## Regulamento
O jogo é disputado em condições iguais entre as duas equipes. O vencedor da partida, seguindo as regras do futebol, será considerado o campeão da competição.
Em caso de empate ao final dos 90 minutos regulamentares, o campeão será conhecido através de uma disputa por pênaltis, sem a necessidade de prorrogação.

## Edições
| Ano       | Data                       | Campeão                    | Vice                       | Placar                     |
| --------- | -------------------------- | -------------------------- | -------------------------- | -------------------------- |
| 2007      | 15 de agosto               | Barcelona                  | Bayern de Munique          | 1 – 0 · Messi 85'          |
| 2008      | 5 de agosto                | Internazionale             | Bayern de Munique          | 1 – 0 · Mancini 52'        |
| 2009      | Substituído pela Copa Audi | Substituído pela Copa Audi | Substituído pela Copa Audi | Substituído pela Copa Audi |
| 2010      | 13 de agosto               | Real Madrid                | Bayern de Munique          | 0 – 0 Pen. (4 – 2)         |
| Sequência | Substituído pela Copa Audi | Substituído pela Copa Audi | Substituído pela Copa Audi | Substituído pela Copa Audi |